# Génération.s
Génération.s és un partit socialdemòcrata francès liderat per Benoît Hamon, exministre i candidat presidencial del Partit Socialista.

## Història
Designat candidat amb el 58,69% dels vots a la segona volta de les primàries socialistes per representar al partit, l'exministre Benoît Hamon va obtenir finalment el 6,36% dels vots. Posteriorment, també seria eliminat a la primera volta de les eleccions legislatives, perdent així el seu escó a l'Assemblea Nacional, en una autèntica catàstrofe pels socialistes en el llavors pitjor resultat històric amb la pèrdua de 249 diputats respecte les anteriors eleccions.
La conseqüent crisi interna en el PS provocaria nombroses escissions i baixes del partit. Hamon lideraria la creació del Moviment 1 de juliol, presentat com "una iniciativa totalment oberta" que pretenia anar "més enllà del marc dels partits". Des dels primers dies del moviment, l'exministre Dominique Bertinotti, l'eurodiputat Guillaume Balas i els antics eurodiputats Barbara Romagnan i Mathieu Hanotin s'hi van sumar. Més endavant s'hi afegirien d'altres càrrecs com l'expresidenta dels Joves Socialistes Laura Slimani, l'exdiputat Pascal Cherki, i els llavors eurodiputats Isabelle Thomas i Guillaume Balas.
El nom definitiu del moviment es va anunciar el dia 2 de desembre de 2017 durant el congrés fundacional a Le Mans. Del 30 de juny a l'1 de juliol de 2018 es celebraria a Grenoble la primera convenció del partit, que aprovaria els estatuts i la coordinació general.
Per a les eleccions europees de 2019, Benoît Hamon impulsaria una intensa campanya amb personalitats internacionals com Ianis Varufakis (fundador de DiEM25), Luigi de Magistris (alcalde de Nàpols i fundador del moviment Democrazia e Autonomia) i representants dels partits Razem (Polònia), L'Alternativa (Dinamarca) o MeRA25 (Grècia). Tanmateix, la llista obté 741.772 vots, el 3,27%, i cap escó al Parlament Europeu.
Més endavant, el partit recolzaria al candidat ecologista Yannick Jadot per a les eleccions presidencials de 2022, el qual obtindria el 4.63%. Per a les legislatives del mateix any, Génération.s formaria part de l'aliança progressista Nova Unió Popular Ecològica i Social, a partir de la qual aconseguirien quatre escons, Sophie Taillé-Polian, Karim Ben Cheïkh, Sébastien Peytavie i Benjamin Lucas. S'asseuen al Grup Ecologista, del qual Sophie Taillé-Polian és la vicepresidenta responsable de l'intergrup NUPES.
Davant les eleccions europees de 2024, el partit va apostar per reproduir NUPES amb un candidat ecologista al capdavant, però al no ser possible i presentar-se els seus membres de manera separada, decideixen no presentar-se ni recolzar cap candidatura. A les legislatives del mateix any participen de la formació del Nou Front Popular, creat per fer front a l'ascens de l'extrema dreta a França i per a unir forces de tot l'espectre d'esquerres i progressista. Com a resultat, el partit sumaria dos diputats més a l'Assemblea Nacional.

## Resultats electorals

### Eleccions legislatives
| Any   | 1a volta | 1a volta | 2a volta | 2a volta | Escons  | +/- | Pos. |
| Any   | Vots     | %        | Vots     | %        | Escons  | +/- | Pos. |
| ----- | -------- | -------- | -------- | -------- | ------- | --- | ---- |
| 2022a | 145.610  | 0,64     | 186.254  | 0,90     | 4 / 577 | Nou | 16è  |
| 2024b | 238.881  | 0,75     | 215.890  | 0,79     | 6 / 577 | 2   | 13è  |

- a Dins de NUPES.
- b Dins del Nou Front Popular.

### Eleccions presidencials
| Any  | Candidat               | 1a volta  | 1a volta   | 1a volta | 2a volta | 2a volta | 2a volta | Resultat |
| Any  | Candidat               | Vots      | %          | Pos.     | Vots     | %        | Pos.     | Resultat |
| ---- | ---------------------- | --------- | ---------- | -------- | -------- | -------- | -------- | -------- |
| 2022 | Suport a Yannick Jadot | 1.627.853 | 4,63 / 100 | 6è       |          |          |          | Derrota  |

### Parlament Europeu
| Any  | Vots              | %                 | Escons            | +/−               |
| ---- | ----------------- | ----------------- | ----------------- | ----------------- |
| 2019 | 741,772           | 3.27              | 0 / 79            | 3                 |
| 2024 | No hi participen. | No hi participen. | No hi participen. | No hi participen. |